# Szakathpet Inkeramjim
Szakathpet Inkeramjim (thai nyelven: สกัดเพชร อินแกรมยิม, 1982. június 29.), ismert latin betűs nevén Sagadpet thai nemzetiségű thai bokszoló, háromszoros thai bajnok; K-1-versenyző.

## Élete és pályafutása
Thaiföld egyik déli tartományában, Phatthalungban született, közel a maláj határhoz. Édesapja meghalt, édesanyja nyugdíjas. Tíz testvér között a legfiatalabbként született, egyik testvére meghalt. Szakathpet az egyetlen thai bokszoló a családban. Nyolcévesen kezdte a thai bokszot, tizenkét-tizenhárom éves korában költözött Bangkokba komolyan edzeni. 2006 óta az Ingram Gym sportolója. 
Szakathpet híres a ram muajjáról, 2006-ban az év legjobb ram muaj-bemutatója-díjat is elnyerte Thaiföldön.